# 제이슨 도너번
제이슨 숀 도너번(영어: Jason Sean Donovan , 1968년 6월 1일 ~ )은 오스트레일리아의 가수이자 배우이다.